# Montagnula infernalis
Montagnula infernalis är en svampart som först beskrevs av Niessl, och fick sitt nu gällande namn av Augusto Napoleone Berlese 1896. Montagnula infernalis ingår i släktet Montagnula och familjen Montagnulaceae.   Inga underarter finns listade i Catalogue of Life.